# Lars Emil Johansen
Lars Emil Johansen (Illorsuit, 24 de Setembro de 1946) foi o segundo primeiro-ministro da Groenlândia, entre 1991 e 1997, sendo antecedido e sucedido por Jonathan Motzfeldt.

## Carreira
Johansen foi presidente do partido político Siumut entre 1987 e 1997, sentado no Landsting desde a sua criação em 1979. Antes da criação do Landsting, representou a Gronelândia no Parlamento da Dinamarca a partir de 1973, posição que recuperou em 2001 e ocupou até 2011. Ele também foi presidente do West Nordic Council de 2015 a 2016.